# 田光マコト
田光マコト（たこう マコト、本名：田光誠、1968年6月3日 - ）は、日本のソングライター・編曲家・ギタリスト。
ロックバンド、ザ・パーマネンツのリーダー兼ボーカリスト。
1999年に設立したインディーズ・レーベル「YOUNG RECORDS」の代表。東京都出身。
さまぁ〜ずの三村マサカズは、同じ中学校の出身。

## プロフィール
1994年、元アイドルの姫乃樹リカこと西邑理香をフィーチャーしたユニット、THE COMING SOON!（NECアベニュー）のギタリストとしてプロデビュー。
その後シャバグッチーズ（ポリグラム）、JOKE VOX（Biosphere Records）等に参加。
1997年、自らがボーカルを務めるリーダーバンド、ザ・パーマネンツを結成。
1999年にはインディーズ・レーベル「YOUNG RECORDS」を設立。
他アーティストの音楽プロデュース、アニメソング、劇伴、CM音楽等も数多く手がけ、また音楽著作家やギター教則本の著者としての活動も知られている。

## ディスコグラフィー

### ザ・パーマネンツ
- センチメンタルで行こう!（1998年8月1日）シングル
- 涙のミラーボール（1999年4月21日）アルバム
- モナムール69（2000年12月15日）ミニアルバム
- 愛のマッスル（2002年2月28日）シングル、TVアニメ「キン肉マンII世」エンディング・テーマ
- ゴールデン・ヒット・パレード（2002年7月25日）ミニアルバム
- トーキョー・ダンディズム（2003年9月10日）アルバム
- ヤンレコ・トライアングル（2005年4月27日）企画アルバム
- ロック・ザ・ミュージック（2006年7月12日）アルバム
- BEST OF The PERMANENTS（2007年10月31日）ベストアルバム
- 月光（2013年8月25日）シングル
- 酒人〜SAKEJIN（2017年10月14日）アルバム
- Save The Cats（2021年8月8日）配信シングル

### The FUNKY PERMANENTS
- ザ・ファンキー・パーマネンツ登場！（2009年6月30日）インストアルバム

### The STONE PERMANENTS
- きたのまち（2018年4月21日）マキシシングル

### ソロ
- 裸足の王様（2003年8月6日）シングル、TVアニメ「金色のガッシュベル!!」挿入歌
- 情熱の彼方に（2004年）未CD化（2016年10月9日 配信）TVアニメ「コロッケ!」オープニング・テーマ
- コタロウ音頭（2017年6月21日）墨田区 北十間川 "カッパのコタロウ" キャラクターソング
- ホゴネコ・ロック（2019年2月22日）ネコリパブリック、イメージソング

## 主な提供作品

### サウンドトラック、劇伴
- NHK「英語であそぼ」"ボキャ・レース"（作曲／編曲）
- フジテレビ「パチスロ貴族 銀」（作曲／編曲）
- テレビ東京「絶体絶命でんぢゃらすじーさん」（作曲／編曲）
- NHK「ふしぎ大調査」オープニング・テーマ他（作曲／編曲／唄）
- 講談社OVA「怪物王女」（作曲／編曲）

### 挿入歌・キャラクターソング
- フジテレビ「金色のガッシュベル!!」
  - 「ベリーメロン〜私の心をつかんだ良いメロン」（作曲／編曲）
  - 「Vのサインでお仕置きよ」（作詞／作曲／編曲）
  - 「ワイフの大事なダンナ様」（作詞／作曲／編曲）
  - 「Never Say Boin Baby」（作曲／編曲）
  - 「もん・もん」（作曲／編曲）
  - 「噂のプリティ･ガール」（作曲／編曲）
  - 「ダンディズム〜ダルタニアンのテーマ」（作詞／作曲／編曲）
  - 「友よ」（編曲）
- テレビ東京「わがまま☆フェアリー ミルモでポン!」
  - 「タコスのマンボ」（作詞／作曲／編曲）
  - 「クリクリ・クリスタル」（作詞／作曲／編曲）
  - 「オレは最高ミルモだぜぃ」（作曲／編曲）
  - 「平井と星野のセレナーデ」（作詞／作曲／編曲）
  - 「Tears For Smile」（作詞／作曲／編曲）
  - 「Happy Happy Day shu shu」（作曲／編曲）
  - 「約束」（編曲）
- テレビ東京「Cosmic Baton Girl コメットさん☆」
  - 「虹」（作曲／編曲）
  - 「LOVE & PEACE」（編曲）
  - 「ラヴハンタァー」（編曲）
- フジテレビ「デジモンフロンティア」
  - 「折れた翼で -With Broken Wings-」（編曲）
  - 「in the blue〜輝二のテーマ」（編曲）
- テレビ東京「キン肉マンII世」
  - 「ジェイド!」（作詞／作曲／編曲）
  - 「ハロー! テルテルボーイ」（作詞）
  - 「Go, My Boy!〜凛子ちゃんとたまきちゃんと恵子ちゃんのテーマ」（作曲／編曲）
  - 「キン肉Rock'n Roll」（作詞／作曲／編曲／唄）

### その他
- 「雨の鶴岡」北岡ひろし（作曲）
- 「ひがぴょん音頭」東京東信用金庫（作曲／編曲）

## ギター教則本
リットーミュージック刊
- 「アコギがうまくなる理由 ヘタな理由」
- 「はじめてのブルースギター」
- 「カタチではじめるブルースギター」
- 「カタチでおぼえるブルースギター」
- 「ロックギターのしらべ」
- 「ジャズギターのしらべ」
- 「ジャズギターのしらべ2」
- 「アメリカン・ルーツ・ギター集中講座」